# Onthophagus altilamina
Onthophagus altilamina là một loài bọ cánh cứng trong họ Bọ hung (Scarabaeidae).